# Barrio de Ealing (Londres)
Ealing (/ˈiːlɪŋ/) es uno de los barrios que forman el municipio de Ealing en Londres, Reino Unido.
Se trata de un núcleo suburbano situado a 12,4 km al oeste de Charing Cross, considerado el kilómetro cero londinense. Es uno de los principales centros metropolitanos identificados en el London Plan y a menudo se la llama Queen of the Suburbs (la "Reina de los Barrios Suburbanos").

## Etimología
El nombre que los sajones dieron a Ealing, Gillingas, data de principios del siglo VIII y significa "lugar de la gente asociada a Gilla", del nombre propio Gilla y el sufijo inglés antiguo -ingas, "la gente de". Al correr de los siglos, el nombre ha tomado diversas formas, quedando registrado como Illing en 1130, Gilling en 1243 o Ylling en 1254. Finalmente, Ealing se convirtió en la transcripción estándar en el siglo XIX.

## Historia

### Historia temprana
Pruebas arqueológicas demuestran que partes de Ealing estuvieron ocupadas hace al menos 7000 años[cita requerida]. Se han descubierto vasijas cerámicas de la Edad del Hierro en las inmediaciones de Horsenden Hill, donde se registra un asentamiento en el siglo XII[cita requerida], en mitad de un extenso bosque que cubría toda el área occidental de la Londres actual.
El censo más antiguo que se conserva es el realizado en 1599. Se trata de una relación de las 85 viviendas que existían en el pueblo de Ealing en esa época en la que se detallan los nombres y apellidos de los habitantes, sus edades, oficios y relaciones de parentesco. El manuscrito se conserva en el archivo municipal (PRO E 163/24/35) y ha sido transcrito e impreso por K. J. Allison.
En toda la parroquia, o subdivisión territorial cuya cabeza era el pueblo de Ealing, existían asentamientos dispersos, muchos de los cuales flanqueaban la actual St. Mary's Road, en las cercanías de la iglesia que ocupaba el centro de la parroquia. Había también casas en los actuales Little Ealing, Ealing Dean, Haven Green, Drayton Green y Castlebar Hill.
La iglesia de St. Mary, sede parroquial, data de principios del siglo XII. La parroquia de Ealing se dividía en diversas granjas o casas principales, como la de Gunnersbury o Pitshanger. En ellas se cultivaba principalmente trigo, y también cebada y centeno. Se criaban asimismo vacas, ovejas y gallinas.
La Great Ealing School fue fundada en 1698 por la iglesia de St Mary. Esta institución se convertiría con el tiempo en la "mejor escuela privada de Inglaterra", y tuvo muchos alumnos célebres durante el siglo XIX, como William S. Gilbert o el cardenal John Henry Newman. Conforme el área fue urbanizándose y masificándose, la escuela fue decayendo y finalmente cerró en 1908. 
Los primeros mapas conocidos de Ealing fueron trazados durante el siglo XVIII.

### Ealing como barrio de Londres
Debido al mal estado de las carreteras, y salvo por la entrada a Londres de ganado, el transporte de mercancías pesadas se restringía a las épocas de tiempo seco. Sin embargo, al entrar en vigor la Ley de Peajes (Toll Road Act), se arregló la carretera con gravina, convirtiendo la antigua carretera a Oxford, que más adelante se conocería por el Uxbridge Road, en una importante vía, con un volumen de tráfico cada vez mayor, que travesaba el centro de la parroquia de este a oeste. La gente adinerada de Londres empezaron a percibir a Ealing como un lugar a donde escapar del humo y olor de la capital. En 1800, el arquitecto John Soane compró Payton Place y lo renombró Pitzhanger Manor, no como vivienda principal sino por disponer de un lugar agradable donde entretener a sus amigos e invitados. En 1801, el duque de Kent compró una casa en Castlebar y londinenses ricos le siguieron con la intención de adquirir una residencia permanente a poca distancia de Londres. Un antiguo primer ministro, Spencer Perceval construyó su casa en Elm House. Hasta esta época, Ealing consistía en su mayor parte de praderas y campo abierto dedicados durante siglos a la ganadería y la agricultura.

### Antiguas tabernas y pubs
Conforme crecía Londres, entraban más comestibles y materiales diversos y salían más productos manufacturados, y como los caballos de carga sólo podían tirar del carro cortas distancias, se necesitaban estancias para pasar la noche. Para satisfacer esta demanda, se abrieron un gran número de posadas y tabernas a lo largo de Uxbridge Road, donde se podía repostar caballos y reponer fuerzas, lo cual era muy del agrado de los arrieros o highwaymen. Algunas de las posadas en Ealing eran "The Feathers", "The Bell", "The Green Man" o "The Old Hats". 
En un momento dado existieron dos tabernas llamadas "The Half Way House", una a cada lado de los peajes de Uxbridge Road en West Ealing. Tras el desmantelamiento de los peajes, a una de ellas le cambiaron el nombre a "The Olde Hat".

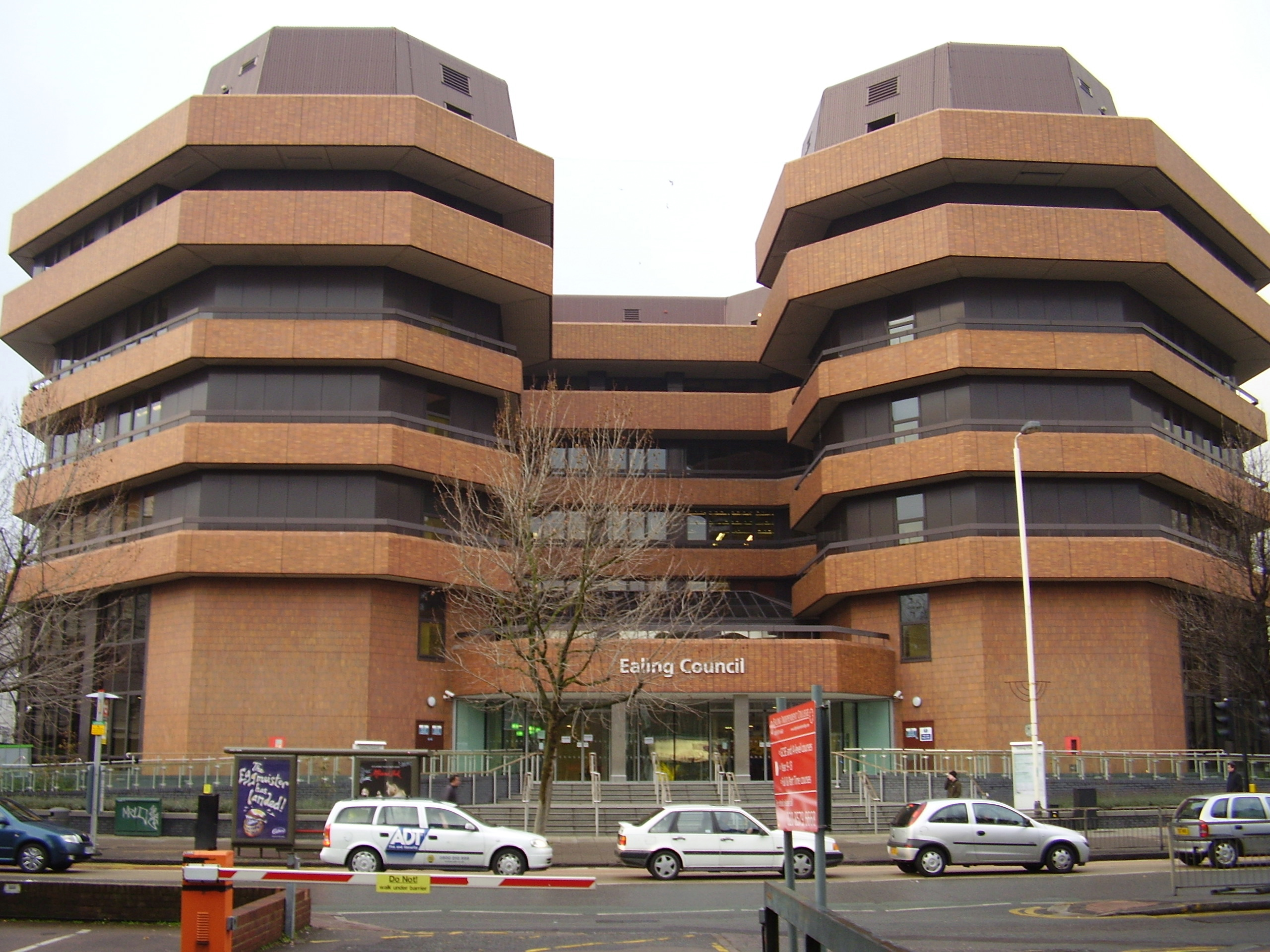
Perceval House, centro cívico de Ealing

### La expansión de Ealing
Según crecía Londres, el área de Ealing se transformó en tierra agrícola con multitud de granjas que requerían más y más mano de obra. En la década de los años 50 del siglo XIX, los avances en los medios de transporte (en concreto, de la compañía ferroviaria Great Western Railway y dos ramales del Grand Union Canal) conllevaron el crecimiento de los pueblos, que terminaron convirtiéndose en pequeñas ciudades y conformando áreas residenciales continuas. Fue en esta época cuando Ealing recibió su sobrenombre de Reina de los Suburbios.
Mount Castle Tower, una estructura de estilo isabelino levantada en la cima de la colina de Hanger Hill, era utilizada en el siglo XIX como salón de té. Fue demolida en 1881 para crear el embalse de Fox. Este embalse, con capacidad para unos doce millones de litros, se construyó al norte de Hill Crest Road, en la zona de Hanger Hill, en 1888. En sus inmediaciones se crearía en 1889 otro más, con capacidad para 200 millones de litros. El suministro de agua dulce de calidad hizo a Ealing un lugar para vivir más atractivo que nunca.

### Ealing como barrio moderno y victoriano
En Ealing, los cambios más importantes se dieron durante el siglo XIX. La construcción de la línea férrea de la Great Western Railway en la década de los 30, parte de la cual atravesaba el centro de Ealing, conllevó la apertura de una estación en Ealing Broadway en 1879, que originalmente se llamó Haven Green. En las décadas siguientes se reconstruyó gran parte del barrio, principalmente con dúplex diseñados para la clase media, que crecía imparablemente. Se construyeron líneas de gas y se instaló una estación eléctrica. Un mejor transporte (ómnibus tirados por caballos y trenes) permitían a los habitantes de Ealing desplazarse a Londres para trabajar, viviendo en lo que aún era considerado medio rural. Aunque durante este periodo de expansión desapareció gran parte del paisaje natural, gran parte del mismo quedó conservado en forma de parques públicos, como Lamas Park o Ealing Common. La mansión de Pitshanger Manor y los amplios terrenos sobre los que se levanta fueron vendidos a las autoridades municipales en 1901 por Sir Spencer Walpole. Dichos terrenos habían sido comprados por su padre, Spencer Horatio Walpole y por ello fueron bautizados como Walpole Park.
Fue durante la era victoriana cuando Ealing se convirtió en una auténtica ciudad. Fue por tanto necesario construir carreteras, alcantarillado, escuelas y edificios públicos. El responsable de gran parte de este proceso fue Charles Jones, arquitecto municipal desde 1863 hasta 1913. Por orden suya se plantaron los castaños de Indias del parque de Ealing Common y él diseñó el ayuntamiento, tanto el que ha llegado a nuestros días como la antigua estructura convertida hoy en banco (en el Mall). Ealing Broadway se convirtió en una importante calle comercial.
Fue en 1901 el distrito urbano de Ealing quedó incorporado como municipio de Londres o borough. Ese año, se inauguró Walpole Park y un tranvía eléctrico recorría Uxbridge Road por primera vez, un medio de transporte que Transport for London (TFL) ha intentado reintroducir unos 110 años más tarde con el plan West London Tram. Este proyecto fue abandonado, no obstante, en agosto de 2007 debido a la oposición local y a la priorización en el financiamiento del Crossrail.

## Religión
La antigua parroquia de Ealing es St Mary, en St Mary's Road. Junto a Charlbury Grove se levantó la Abadía de Abbey, fundada por una comunidad de benedictinos en 1897. Hermanada con el convento de San Agustín de Canterbury, la gran abadía es un ejemplo del monasterio tradicional. En Ealing hay más de quince iglesias, incluida la de Our Lady Mother of the Church, una iglesia católica polaca situada en The Mall, junto a Ealing Broadway.
Existen 2 mezquitas en Acton, 1 en West Ealing y 2 en Southall. Esto se debe a la numerosa comunidad musulmana residente en Southall, barrio en el que también habita una gran cantidad de hindúes. Southall es célebre por la diversidad de sus culturas y ha atraído a estrellas internacionales como Shilpa Shetty, en 2008. 
Además, existen dos sinagogas de gran tradición, The Ealing United Synagogue (ortodoxa) que en noviembre de 2009 celebró su 90.º aniversario, y la Ealing Liberal Synagogue, fundada en los años 40.

## Deportes
En Ealing tiene su sede el equipo de rugby Ealing Trailfinders Rugby Club. 
Debido a la cercanía de las sedes de dos equipos de fútbol, Brentford Football Club y Queens Park Rangers, Ealing no ha tenido tradicionalmente un equipo de fútbol propio, pese a su tamaño. No obstante, en 2008 nació el Ealing Town Football Club, registrado en la Football Association. Además, multitud de clubs de fútbol juveniles, como el Old Actonians FC o el Hanwell Town FC juegan en ligas locales y gozan de gran popularidad.
Los deportes gaélicos tienen protagonismo especial entre la comunidad irlandesa de Ealing, con clubs de gran éxito como el St. Josephs GAA o el Tir Chonaill GAA, de los vecinos barrios de Perivale y Greenford.

## Comunidad

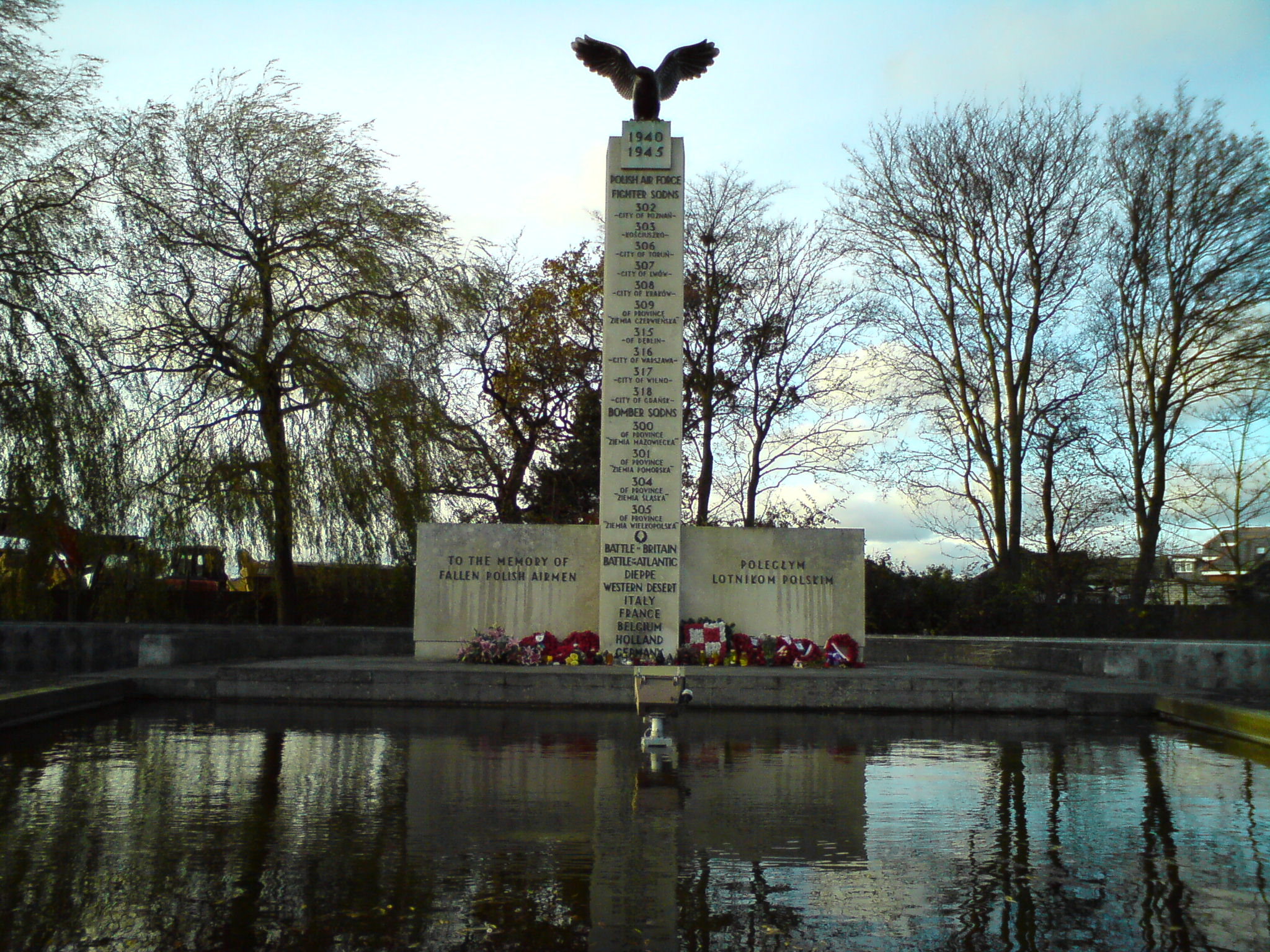
Monumento a los polacos fallecidos en la Segunda Guerra Mundial, en South Ruislip, Hillingdon, Gran Londres

Ealing cuenta con una numerosa comunidad irlandesa, lo cual queda patente por el número de pubs irlandeses que existen en el municipio y la popularidad de los juegos gaélicos. Se pueden ver banderas irlandesas en varios pubs de la zona. 
Además, Ealing cuenta con una gran comunidad polaca. Esta comenzó a desarrollarse durante la Segunda Guerra Mundial, cuando los pilotos polacos que lucharon en la Batalla de Inglaterra despegaban desde el cercano aeródromo RAF Northolt, donde puede verse aún el monumento a los polacos participantes en la guerra, el Polish War Memorial. La comunidad polaca ha crecido enormemente desde que Polonia se unió a la UE. Esto ha llevado al incremento del número de comercios y centros sociales polacos.

## Fiestas y celebraciones
En Ealing se celebran numerosas fiestas y eventos. El más antiguo de ellos es el Jazz Festival, celebrado en Walpole Park. El Festival de la Cerveza anual nació a partir la Campaign for Real Ale, una campaña de promoción del ale, celebrándose en el ayuntamiento de Ealing. Debido a su popularidad, tras pocos años fue necesario trasladarlo al parque, donde hoy día se reúnen más de 170 fabricantes de ale. 

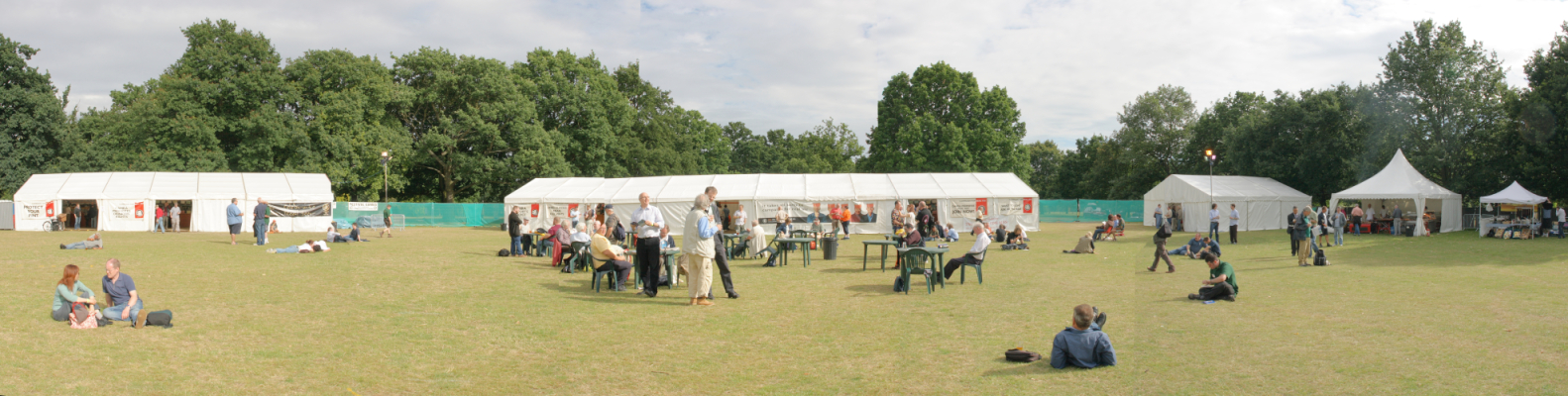
El XIX Festival de la Cerveza de Ealing, celebrado en Walpole Park

- Festival de la Cerveza (del 7 al 10 de julio)[10]
- Blues Festival,[11]
- Comedy Festival,[11]
- Global Festival,[11]
- Jazz Festival.[11]
- Opera in the Park,[11]

## Los Estudios Ealing
Ealing es célebre por sus estudios de cine, los más antiguos del mundo y renombrados especialmente por las llamadas comedias de Ealing de los años 40, como Kind Hearts and Coronets, Passport to Pimlico, El quinteto de la muerte o The Lavender Hill Mob. Los estudios fueron adquiridos por la BBC en 1955, de manera que los estudios de Ealing e incluso el propio barrio comenzaron a aparecer en programas de televisión, desde Doctor Who a Monty Python's Flying Circus. 
En los últimos años, los estudios han vuelto a ser utilizados para realizar cine, con películas como Notting Hill o La importancia de llamarse Ernesto. Una de las más recientes ha sido Supercañeras, un remake de un clásico, para el que se rodaron además distintas localizaciones en el barrio.

## Personas destacadas
- Henry Fielding (1707–54), novelista, tuvo desde 1752 una casa de campo en Fordhook. Escribió parte de Tom Jones viviendo allí.[12]
- Spencer Perceval, primer ministro entre 1809 y 1812, vivió en Elm Grove, una gran casa situada en la esquina suroeste de Ealing Common.
- Thomas Huxley, biólogo, apodado el Bulldog de Darwin, nació en Ealing en 1825.
- Nevil Shute (1899–1960), novelista, célebre por obras como A Town Like Alice y On the Beach, residió en el 16 de 16 Somerset Rd.[13]
- Fred Perry (1909–1995), el mayor tenista de la historia de Inglaterra, residió en Brunner Road, Ealing.
- Sid James (1913–1976), actor y cómico, vivió el número 35 de Gunnersbury Avenue.
- Arthur Haynes (1914–1966), cómico, residió en Gunnersbury Avenue, n.º 74.
- Matt Monro: cantante romántico de los años 60; vendió más de 100 millones de discos.
- Mitch Mitchell (1946–2008), batería de Jimi Hendrix Experience, nació y creció en Ealing.
- Murray Perahia (nacido en 1947), célebre pianista y director de orquesta, reside en Ealind.
- La atleta Lillian Board MBE (1948–1970), doble medallista europea y medalla de plata en los Juegos Olímpicos, residió en Ealing entre 1956 y el año de su muerte. Apodada la Chica de Oro del Atletismo Británico, dos calles del borough llevan su nombre: Lillian Board Way, en Greenford y Lillian Avenue (cerca de la estación de metro de Acton Town.
- El ex comisario europeo y líder del Partido Laborista, Neil Kinnock, y su esposa, Glenys Kinnock, eurodiputada, tienen su residencia en Ealing.
- Chris Patten, último gobernador de Hong Kong, estudió en St Benedict's School, en Ealing.
- Michael Gorman, bibliotecario, estudió en Thames Valley University.
- The Rolling Stones hunden sus raíces hasta el Ealing Jazz Club, el cual frecuentaron desde 1962.
- Ronnie Wood, exmiembro de The Rolling Stones, estudió en Thames Valley University.
- Pete Townshend, guitarrista y compositor, miembro de The Who, vivió en Ealing Common con sus padres y estudió en el Ealing Art School.
- Freddie Mercury, líder del grupo Queen, estudió en Ealing Art College.
- Jay Kay, líder del grupo Jamiroquai vivió en Ealing y estudió en Drayton Manor School.
- El grupo de rock alternativo White Lies se originó en North Ealing.
- Peter Crouch, jugador internacional de fútbol con Inglaterra y del equipo Tottenham Hotspur, pasó la infancia en Pitshanger Village y estudió en North Ealing Primary School y Drayton Manor High School.
- Peter Hammill, guitarrista, pianista, cantante, compositor y productor musical, además de ser el fundador y líder del grupo de rock de vanguardia Van Der Graaf Generator. Nacido en el barrio de Ealing en 1948. Y en 2012 fue reconocido por el Visionary award en los primeros Progresive Music Awards.

## Ealing en obras de ficción
- Ealing era el escenario del programa infantil Rentaghost.
- En la novela de James Hilton Goodbye, Mr Chips (1934), Katherine, la joven esposa del tímido director de la escuela, Mr. Chipping, vivió en Ealing tras la muerte de sus padres.
- Ealing y sus alrededores se mencionan el Un mundo feliz de Aldous Huxley (1932). Lenina observa el show gimnástico Delta en el estadio de Ealing cuando sobrevuela el barrio en helicóptero acompañada de Henry Foster.
- Los grandes almacenes John Sanders (hoy día una franquicia de Marks & Spencer) fue la localización para algunas escenas en el capítulo Spearhead From Space de la serie de 1970 Doctor Who.
- El spin-off de Doctor Who, The Sarah Jane Adventures, está ambientado en Ealing
- Kendra Tamale, personaje protagonista del libro Marshmallows for Breakfast, de Dorothy Koomson, es nacida o criada en Ealing o sus inmediaciones, según el libro.
- La comisaría de policía que aparece en los títulos de Dixon of Dock Green es la antigua comisaría de Ealing, situada en el número 5 de High Street.[14][15]
- La guerra de los mundos, de HG Wells, hace referencia a Castle(bar) Hill, en Ealing. En la novela, puesto que el gas alienígena es más pesado que el aire, los residentes de la colina no se ven afecados por él.
- Thomas Merton, cuenta que vivió durante un tiempo en Ealing con sus tíos en su autobiografía Seven Story Mountain.

## Transporte

### Estaciones de metro
- Ealing Broadway, Central Line, District Line
- North Ealing, Piccadilly Line
- South Ealing, Piccadilly Line
- Ealing Common, Piccadilly Line, District Line
- Northfields, Piccadilly Line

### Estaciones de tren
- Ealing Broadway, First Great Western, Heathrow Connect
- West Ealing, First Great Western, Heathrow Connect
- Hanwell, First Great Western

### Carreteras
La A406 North Circular Road atraviesa Ealing.

## Lugares más cercanos
- Hanwell
- Hanger Hill
- Perivale
- Alperton
- Acton
- Chiswick